# الإسلام في مدغشقر
الإسلام في مدغشقر الإسلام راسخ الآن في ما يعرف باسم مدغشقر، على مدى قرون واليوم يشكل المسلمون ما بين 2% إلى 25% في المئة من السكان. معظم المسلمون من أهل السنة والجماعة وفئة قليلة من الجماعة الأحمدية.

## التركيبة السكانية
عرق مسلمي مدغشقر (تقدير 2021)
يشكل المسملون ما يقرب من 2 إلى 7 في المائة من السكان، أو 15 إلى 25 في المائة وفقًا لمصادر محلية. يعيش غالبية مسلمي مدغشقر في المناطق الساحلية والشمالية الغربية من البلاد. يشتمل التكوين العرقي للمجتمع المسلم على الهنود والباكستانيين والقمريين والشعوب الأصلية الملغاشية.
هناك عدد متزايد من الملغاشيين المتحولين إلى الإسلام في مدغشقر. يُفترض أن مئات الآلاف من الملغاشية يعتنقون الإسلام كل عام.

## التاريخ

### المستوطنون العرب

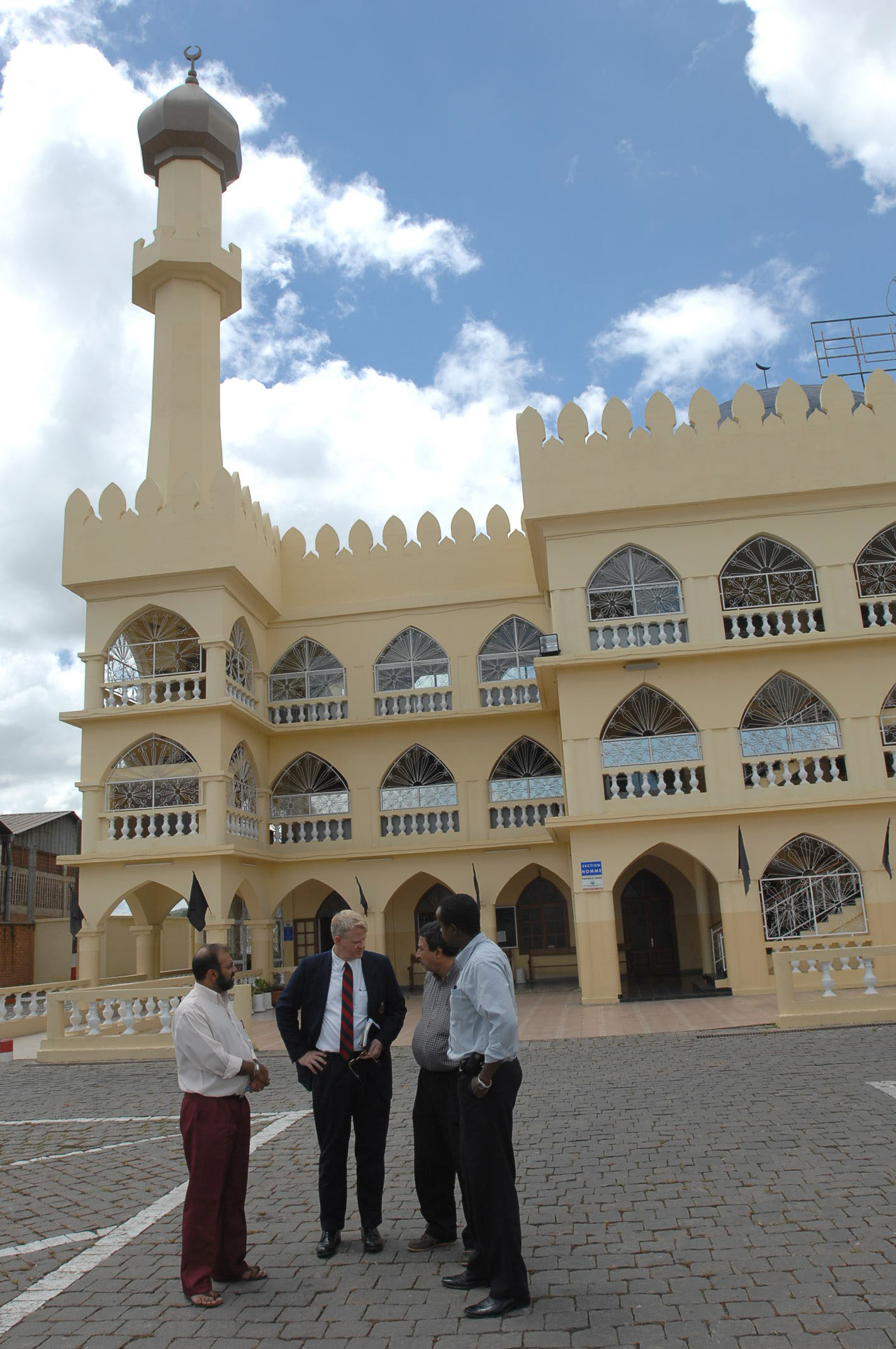
مسجد في أنتاناناريفو.

استوطن العرب مدغشقر عندما لجؤوا إليها بعد حروب الردة التي تلت وفاة رسول الله محمد صلى الله عليه وسلم عام 632م. في بداية القرن العاشر أو الحادي عشر قام تجار العرب والزنجباريين بالتواصل مع تجار العاج في الساحل الغربي لمدغشقر. أبرز هذه القبائل هي أنتيمورو وأنتانوسي. الموجة الأخيرة من المهاجرين العرب جاءوا من المستعمرات الأفريقية الشرقية. استقروا في شمال غرب الجزيرة وتحديدا في مدينة ماجنكا التي كانت أول من جلب فعلا الإسلام إلى الجزيرة.
المهاجرون العرب قليلو العدد بالمقارنة مع الإندونيسيين والبانتو ولكنهم تركوا انطباعا جيدا. الأسماء المدغشقرية للمواسم والشهور والأيام والقطع النقدية ذات أصل عربي كما أخذوا عنهم ممارسة الختان، تجميع الحبوب، والأشكال المختلفة من المخاطبة. أنشأ السحرة العرب المعروفين باسم أومبياسي المحاكم القبلية المدغشقرية. جلب المهاجرون العرب معهم نظامهم الأبوي للحكم في الأسرة والعشيرة إلى مدغشقر والتي تختلف عن النظام الأبوي البولينيزي بموجبه حقوق الامتياز والممتلكات تمنح بالتساوي على الرجل والمرأة. أبجدية سورابي تعتمد على الأبجدية العربية لاستخدامها في الكتابة باللغة المدغشقرية وبلهجة أنتيمورو على وجه الخصوص. العرب الذين يعتبرون أنفسهم سكان مدغشقر الأصليون يذكرون أن الجزيرة احتلها الإندونيسيون.

## القضايا
حتى بعد إقرار قانون الجنسية في عام 2017 ، أفاد المسلمون المولودون في البلاد أن أفراد المجتمع لم يتمكنوا من الحصول على الجنسية الملغاشية على الرغم من أجيال من الإقامة.
أبلغ بعض مسلمي مدغشقر أيضًا عن صعوبة في الحصول على وثائق رسمية أو حكومية في مكاتب الإدارة العامة بسبب أسمائهم غير الملغاشية. وبحسب ما ورد تعرض بعض المسلمين للسخرية والمضايقات لأنهم يُنظر إليهم على أنهم أجانب على الرغم من حيازتهم بطاقات هوية وطنية.